# Набк (заповедник)
Набк — один из пяти заповедников Южного Синая, созданный в 1997 году на побережье Акабского залива, в 35 км от Шарм-эш-Шейха.
Территория заповедника — 600 кв. км. В 1992 году был объявлен охраняемой зоной и включен в состав заповедника Рас-Мохаммед.
Набк насчитывает около 130 видов растений. Это самое северное место в мире, где растут мангровые деревья. Эти удивительные растения сами опресняют для себя солёную воду. Снизу листья мангров покрыты слоем соли. Наземная часть заповедника также богата растительностью, включая сальвадору персидскую (Salvadora persica), и является местом обитания небольшого количества газелей-доркас (Gazella dorcas). Среди корней мангровых деревьев живут и размножаются разнообразные морские создания, а в ветвях гнездятся и находят себе пропитание птицы, включая обыкновенную колпицу (Platalea leucorodia) и скопу (Pandion haliaetus). Вдоль берега тянутся красивые коралловые рифы.